# Невина (ТВ серија из 2004)
Невина (шп. Inocente de ti) мексичко-америчка је теленовела, продукцијских кућа Телевиса и Фоновидео, снимана током 2004. и 2005.
У Србији је приказивана 2005. на телевизија Пинк.

## Синопсис
Флоресита продаје цвеће на улици како би прехранила породицу – сестру, два брата и оца алкохоличара. Мајка их је оставила као мале и живе у уверењу да је она умрла. Хулио Алберто је младић огорчен на живот јер му је вереница умрла на рукама. Мајка Ребека манипулише њиме и тражи му богату девојку за женидбу. Флор једног дана упознаје Ракел, Ребекину сестру близнакињу и власницу куће у којој живи ова зла жена са својом децом. Ракел одлучује да своје богатство препише овој простодушној девојци, да оно не би доспело у руке њене зле сестре. Ребека наговара Хулија Алберта да заведе Флореситу и преотме јој богатство, али њих двоје се непланирано заљубљују једно у друго.

## Улоге
| Глумац:                  | Улога:                |
| ------------------------ | --------------------- |
| Камила Соди              | Флоресита             |
| Валентино Ланус          | Хулио Алберто         |
| Елена Рохо               | Ракел Ребека          |
| Каролина Техера          | Нурија                |
| Лупита Ферер             | Габријела             |
| Карла Алварез            | Аурора                |
| Луис Хосе Сантандер      | Серхио                |
| Салвадор Пинеда          | Рубен                 |
| Алма Делфина             | Лупе                  |
| Абрахам Рамос            | Ефраин                |
| Вирна Флорес             | Вирхинија             |
| Мигел Корсега            | адвокат Риверол       |
| Кати Барбери             | Маите                 |
| Карла Монроиг            | Глорија               |
| Тоњо Маури               | Себастијан            |
| Алтаир Харабо            | Исела                 |
| Марита Капоте            | Коромото              |
| Ђул Буркле               | Даглас                |
| Елодија Риовега          | Чалија                |
| Маноло Коего             | Закаријас             |
| Леонардо Данијел         | Филемон               |
| Марисела Буитриаго       | Фе                    |
| Мигел Лојо               | Родриго               |
| Елејзер Гомез            | Виктор                |
| Фред Ваље                | Вилијам               |
| Еди Нава                 | Мигел                 |
| Пилар Хуртадо            | Кармела               |
| Каталина Меса            | Виолета               |
| Хуан Карлос Гутијерез    | Астека                |
| Хорхе Луис Пасквал       | Омар                  |
| Аријел Дијаз             | Маноло                |
| Дајана Гарос             | Гладис                |
| Хосе Бардина             | Армандо               |
| Карлос Јустис            | Кандидо               |
| Ирене Лопез              | Хема                  |
| Нестор Емануел           | Порфирио              |
| Мајкл Скали              | Бенињо                |
| Тања Васкез              | Пилар                 |
| Исмаел Ла Роса           | Хилберто              |
| Патрисија Рејес Спиндола | Клеотилда             |
| Аријел Лопез Падиља      | адвокат Гомез Риверол |